# Cezary Galiński
Cezary Rafał Galiński (ur. 14 czerwca 1967) – polski inżynier, doktor habilitowany nauk technicznych. Specjalizuje się w projektowaniu, budowie i badaniach samolotów. Profesor nadzwyczajny warszawskiego Instytutu Lotnictwa oraz Instytutu Techniki Lotniczej i Mechaniki Stosowanej Wydziału Mechanicznego Energetyki i Lotnictwa Politechniki Warszawskiej. 
Stopień doktorski w zakresie mechaniki uzyskał w 1997 na Wydziale Mechanicznym Energetyki i Lotnictwa Politechniki Warszawskiej na podstawie pracy pt. Zastosowanie bezpilotowych statków latających do wyznaczania wybranych charakterystyk aerodynamicznych i dynamicznych samolotu, przygotowanej pod kierunkiem Zdobysława Goraja. Habilitował się na tym samym wydziale w 2007 rozprawą Kluczowe problemy w projektowaniu mikrosamolotów i entomopterów. Swoje prace publikował m.in. w takich czasopismach naukowych jak: „Prace Instytutu Lotnictwa (Transactions of the Institute of Aviation)”, „Journal of Mechanical Design”, „Aircraft Engineering and Aerospace Technology” oraz „Journal of Aircraft”.